# Società Polisportiva Vis Sauro Pesaro 1963-1964
Questa voce raccoglie le informazioni riguardanti la Società Polisportiva Vis Sauro Pesaro nelle competizioni ufficiali della stagione 1963-1964.

## Rosa
| N. |                   | Ruolo | Calciatore         |
| -- | ----------------- | ----- | ------------------ |
|    | Italia (bandiera) | P     | Primo Baldini      |
|    | Italia (bandiera) | D     | Aldo Belfanti      |
|    | Italia (bandiera) | C     | Giuliano Bertini   |
|    | Italia (bandiera) | A     | Angelo Bortolon    |
|    | Italia (bandiera) | C     | Rino Comizzi       |
|    | Italia (bandiera) | C     | Enrico Dordoni     |
|    | Italia (bandiera) | C     | Gianfranco Filippi |
|    | Italia (bandiera) | A     | Gian Piero Ghio    |
|    | Italia (bandiera) | A     | Angelo Longoni     |

| N. |                   | Ruolo | Calciatore             |
| -- | ----------------- | ----- | ---------------------- |
|    | Italia (bandiera) | D     | Benito Menegozzo       |
|    | Italia (bandiera) | P     | Nazzareno Ottavianelli |
|    | Italia (bandiera) | C     | Orlando Radich         |
|    | Italia (bandiera) | A     | Ugo Razzaboni          |
|    | Italia (bandiera) | D     | Francesco Riegolo      |
|    | Italia (bandiera) | C     | Nazzareno Rossi        |
|    | Italia (bandiera) | D     | Gianni Seghedoni       |
|    | Italia (bandiera) | D     | Vittorio Spimi         |
|    | Italia (bandiera) |       | Verardi                |